# Eusebi Arnau
Eusebi Arnau (Barcellona, 8 settembre 1863 – Barcellona, 2 luglio 1933) è stato uno scultore spagnolo.
Dopo aver studiato alla Scuola di Belle Arti di Barcellona, nel 1887 si trasferì a Roma per continuare gli studi grazie ad una borsa di studio offerta dalla Escuela de la Lonja. Successivamente, per ampliare le sue conoscenze, si spostò a Parigi dove frequentò l'Académie Julian ed espose negli anni 1895 e 1902. Grazie al fatto che molte sue sculture sono presenti in opere come la casa Lleó Morera, la casa Amatller, l'Hotel España, il Palau de la Música Catalana e l'Hospital de la Santa Creu i Sant Pau è considerato un importante scultore del Modernismo catalano.
Nella sua bottega ebbe come discepoli Pablo Gargallo e Josep Dunyach e, insieme allo scultore Josep Llimona, lavorò alla pala d'altare della Basilica di Santa Engracia a Saragozza. Fu collaboratore fisso dell'architetto Enric Sagnier, con il quale lavorò a diversi progetti tra cui l'edificio della Dogana del porto di Barcellona, il Sagrat Cor e il Rosario Monumental de Montserrat.
Si distinse anche come creatore di medaglie, realizzando tra le altre quella dell'Esposizione Universale del 1888.

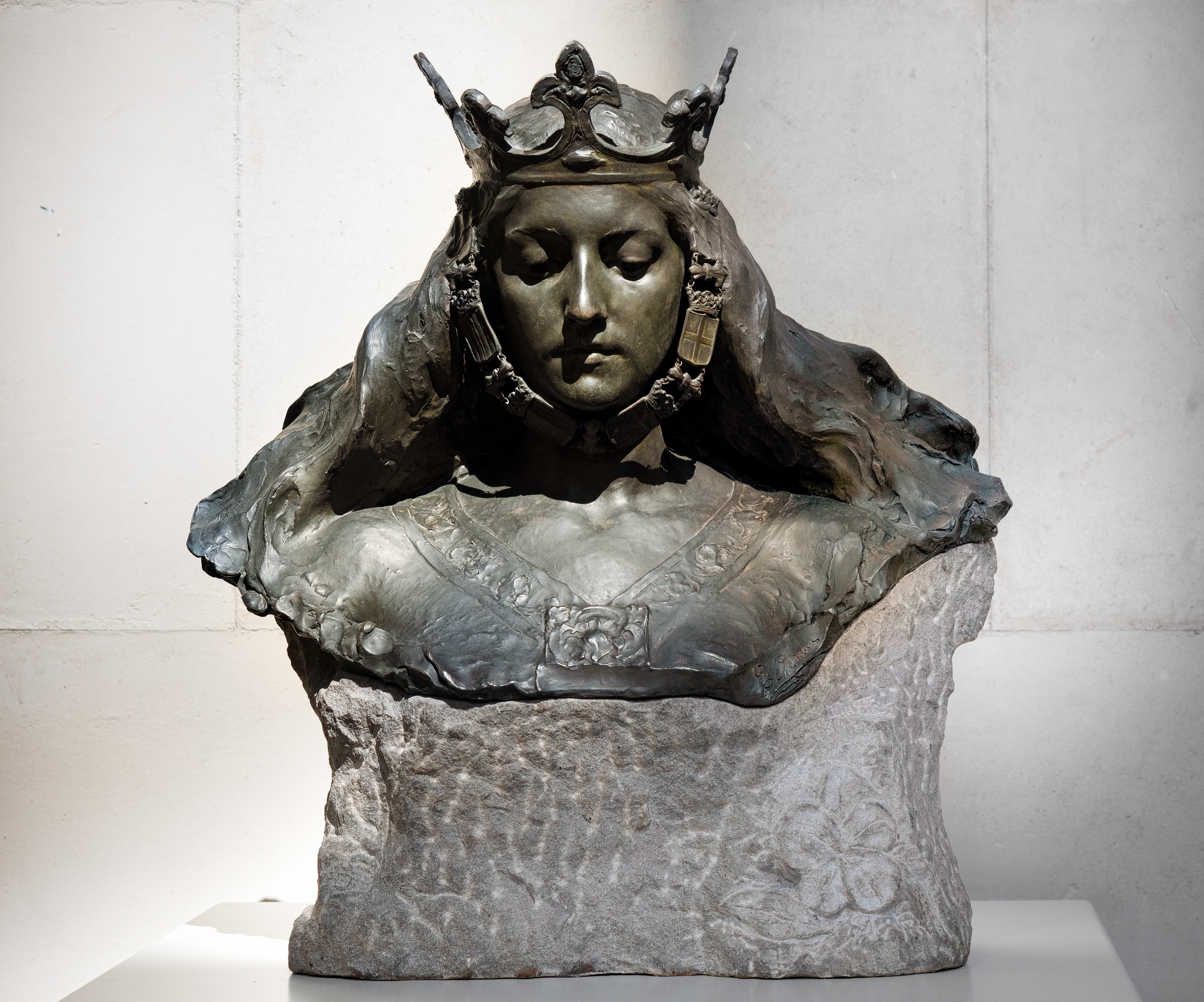
Busto di matrona che rappresenta Barcellona, MNAC
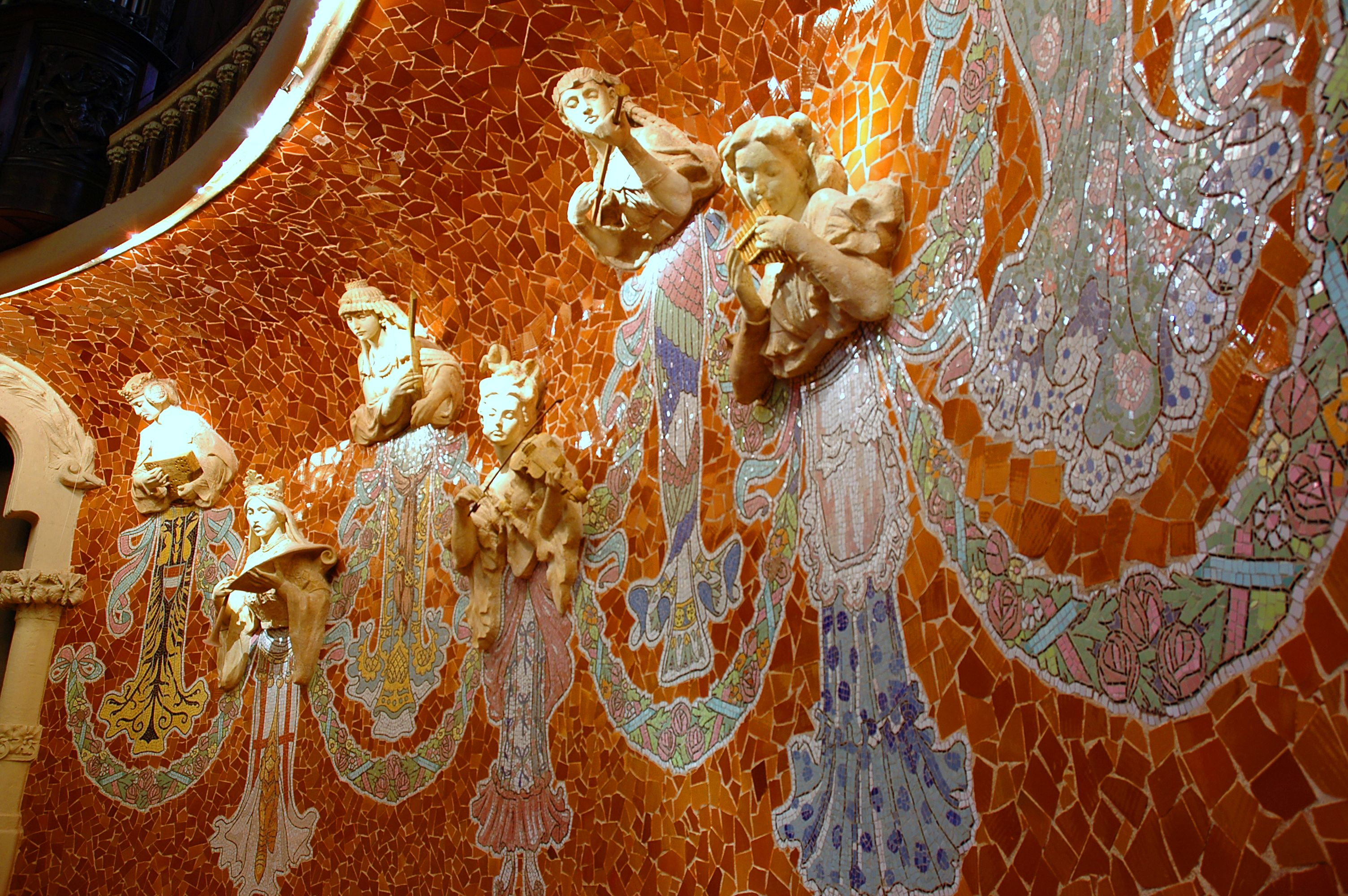
Palau de la Música Catalana